# Dragoraj
Dragoraj (cyr. Драгорај) – wieś w Bośni i Hercegowinie, w Republice Serbskiej, w gminie Ribnik. W 2013 roku liczyła 124 mieszkańców.